# Sanfrecce Hiroszima
Sanfrecce Hiroszima F.C. (jap. サンフレッチェ広島 Sanfuretche Hiroshima) – japoński klub piłkarski grający obecnie w J1 League. Klub ma siedzibę w Hiroszimie.

## Historia
Nazwa Sanfrecce wywodzi się od japońskiego słowa san co w języku polskim znaczy trzy, natomiast drugi człon nazwy wywodzi się od włoskiego słowa frecce co oznacza strzały. Trzy strzały są widoczne także w logo klubu. Wykorzystanie nazwy bazuje na opowieści Mōriego Motonari, który opowiedział niegdyś swoim synom, że jedna strzała może zostać połamana, natomiast trzy strzały nie i tym samym namawiał ich do pracy dla dobra klanu rodzinnego.
Zespół Sanfrecce domowe mecze rozgrywa na stadionie Hiroshima Big Arch w Hiroszimie, natomiast piłkarze trenują na mniejszych boiskach o nazwach Yoshida Soccer Park oraz Hiroshima 1st Ball Park.
Klub został założony w 1938 roku jako Toyo Kogyo Soccer Club, którego sponsorem był koncern Mazdy, wtedy znany pod nazwą Toyo Kogyo. Drużyna Toyo Kogyo grała wówczas w pół-profesjonalnej Japońskiej Lidze Piłkarskiej. W 1980 roku klub zmienił nazwę na Mazda SC Toyo. Gdy w 1993 rozwiązano Japońską Ligę Piłkarską i utworzono J1 League, wyrzucono z nazwy klubu nazwę sponsora, a klub przemianowano na Sanfrecce Hiroszima. W 2002 roku Sanfrecce spadło do drugiej ligi, ale po roku wróciło do J-League. Największym sukcesem klubu było wygrane pierwszej rundy J-League w 1994 roku, a w drugiej Sanfrecce zajęło 2. miejsce.

## Sukcesy
- Mistrzostwo Japonii (3): 2012, 2013, 2015
- Wygranie Pierwszej Rundy J-League: 1994
- Zajęcie drugiego miejsca w Drugiej Rundy J-League: 1994
- Zajęcie trzeciego miejsca w Klubowych Mistrzostwach Świata: 2015